# New Orleans Saints 1974
La stagione 1974 dei New Orleans Saints è stata l'ottava della franchigia nella National Football League. La squadra terminò con 5 vittorie e 9 sconfitte, al terzo posto della propria division, mancando i playoff per l'ottavo anno consecutivo. 

## Roster
| Roster dei New Orleans Saints nel 1974 |
| --- |
| Quarterback - 13 Larry Cipa - 8 Archie Manning - 12 Bobby Scott Running Back - 47 Jack DeGrenier - 28 Alvin Maxson - 27 Rod McNeill - 34 Jess Phillips - 22 Howard Stevens Wide Receiver - 80 Sam Havrilak - 41 Bob Newland - 42 Joel Parker Tight End - 85 John Beasley - 84 Paul Seal Offensive Linemen - 51 John Didion C - 50 Jake Kupp G - 67 Phil LaPorta T - 73 John Mooring G - 76 Don Morrison T - 66 Rocky Rasley G - 65 Dave Thompson T - 79 Emanuel Zanders G Defensive Linemen - 63 Steve Baumgartner DE - 74 Derland Moore DT - 78 Billy Newsome DE - 72 Joe Owens DE - 82 Bob Pollard DT - 75 Elex Price DT Linebacker - 59 Wayne Colman - 55 Don Coleman - 58 Joe Federspiel - 53 Rick Kingrea - 57 Jim Merlo - 54 Rick Middleton Defensive Back - 44 Chris Farasopoulos FS - 24 Johnny Fuller SS - 30 Ernie Jackson CB - 11 Bivian Lee - 25 Jerry Moore - 37 Tom Myers FS - 40 Terry Schmidt CB Special Team - 16 Tom Blanchard P                                       |
| Legenda - I rookie sono in corsivo. - Il primo ruolo è il principale mentre gli eventuali successivi indicano i ruoli secondari. - (IR) sta per Injured Reserve ed indica la lista ristretta per un solo giocatore infortunato che può tornare ad allenarsi dopo la settimana 6 e a rientrare in prima squadra dopo che questa ha giocato 8 partite. - (NF-Inj.) / (NF-Ill.) stanno rispettivamente per Non-Football Injured e Non-Football Illness ed indicano le liste dove viene inserito un giocatore che ha un infortunio o una malattia non dipendente dal football americano. - (PUP) sta per Physically Unable to Perform ed indica la lista dove viene inserito un giocatore mentre è in attesa di recuperare la condizione fisica. Nella stagione regolare dopo la sesta partita giocata dalla propria squadra, il giocatore ha tempo tre settimane per riprendere ad allenarsi, più tre settimane aggiuntive dal suo rientro agli allenamenti per rientrare in prima squadra. |

## Calendario
| Stagione regolare |                        |           |
| Turno             | Avversario             | Risultato |
| 1                 | San Francisco 49ers    | S 17–13   |
| 2                 | at Los Angeles Rams    | S 24–0    |
| 3                 | Atlanta Falcons        | V 14–13   |
| 4                 | at Chicago Bears       | S 24–10   |
| 5                 | at Denver Broncos      | S 33–17   |
| 6                 | at Atlanta Falcons     | V 13–3    |
| 7                 | Philadelphia Eagles    | V 14–10   |
| 8                 | at Detroit Lions       | S 19–14   |
| 9                 | Miami Dolphins         | S 21–0    |
| 10                | Los Angeles Rams       | V 20–7    |
| 11                | Pittsburgh Steelers    | S 28–7    |
| 12                | at Minnesota Vikings   | S 29–9    |
| 13                | St. Louis Cardinals    | V 14–0    |
| 14                | at San Francisco 49ers | S 35–21   |

## Classifiche
| NFC West            |    |    |   |      |     |      |     |     |     |
|                     | V  | S  | P | %    | DIV | CONF | PF  | PS  | STR |
| Los Angeles Rams    | 10 | 4  | 0 | .714 | 5–1 | 7–3  | 263 | 181 | V1  |
| San Francisco 49ers | 6  | 8  | 0 | .429 | 4–2 | 6–5  | 226 | 236 | V2  |
| New Orleans Saints  | 5  | 9  | 0 | .357 | 3–3 | 5–6  | 166 | 263 | S1  |
| Atlanta Falcons     | 3  | 11 | 0 | .214 | 0–6 | 3–8  | 111 | 271 | V1  |